# Diminutina
Diminutina là một chi bướm ngày thuộc họ Lycaenidae.